# Włókna Remaka
Włókna Remaka (ang. Remaks fibres) – włókna bezmielinowe, zgrupowanie włókien otoczonych pojedynczą niemielinizującą komórką Schawanna.